# Marjorie Oludhe Macgoye
Marjorie Phyllis Oludhe Macgoye (née le 21 octobre 1928 et décédée le 1er décembre 2015) était une romancière, essayiste et poète kényane d'origine anglaise. Elle a fréquemment été surnommée la « mère de la littérature kenyane ». 

## Biographie

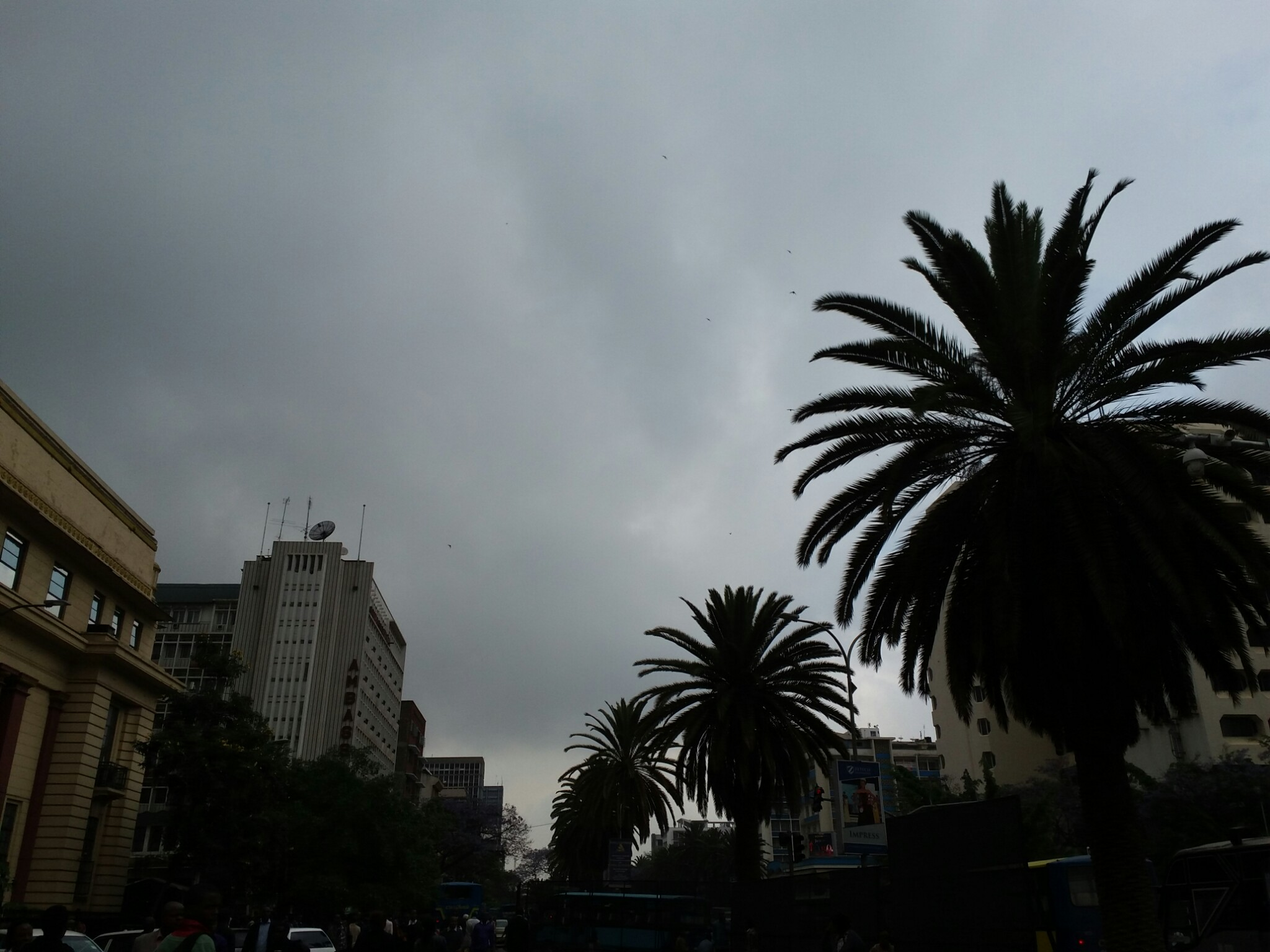
Moi Avenue, avenue où est située la librairie SJ Moore, alors tenue par Marjorie Macgoye

Née Marjorie King en 1928 à Southampton, en Angleterre,, sa mère était enseignante et son père est entré en tant qu'apprenti dans un chantier naval dès l'âge de 13 ans. Marjorie s'est rendue au Kenya pour travailler en tant que missionnaire en 1954. Elle est alors arrivée dans un Kenya en proie aux conflits coloniaux. Elle a travaillé pendant quelques années à la librairie SJ Moore située sur la Government Road, actuelle Moi Avenue à Nairobi. Elle y a organisé des séances de lecture et de partage d'opinions littéraires auxquelles ont notamment assistés Okot P'Bitek, auteur de Song of Lawino, et Jonathan Kariara, poète kenyan. Durant ces séances, elle a rencontré Macgoye, un médecin, qu'elle a épousé en 1960  et avec qui elle a eu quatre enfants entre 1961 et 1963.  En plus de la gestion de la librairie, Marjorie King a participé à de nombreux projets visant à aider l’alphabétisation des kenyans. 
Marjorie est morte le 1er décembre 2015, chez elle à Nairobi.

## Œuvres
- 1972 : Murder in Majengo
- 1977 : Song of Nyarloka and Other Poems
- 1986 : Coming to Birth
- 1987 : Street Life
- 1987 : The Present Moment
- 1994 : Homing In
- 1997 : Chira
- 2005 : A Farm Called Kishinev (a remporté le Prix Jomo Kenyatta de littérature )
- 2009 : The Composition of Poetry